# Байдуково
Байдуко́во (рос. Байдуково) — село у складі Ніколаєвського району Хабаровського краю, Росія. Входить до складу Пуїрського сільського поселення. Розташоване на острові Байдуова.

## Населення
Населення — 5 осіб (2010; 6 у 2002).
Національний склад (станом на 2002 рік):
- росіяни — 83 %